# Marie z Blois
Marie z Blois či také Marie z Avesnes (francouzsky Marie d'Avesnes, 1200–1241) byla v letech 1230 až 1241 hraběnkou z Blois.

## Život
Narodila se jako dcera Waltera z Avesnes a Markéty, dcery Theobalda V. z Blois. Roku 1226 se Marie stala druhou chotí Huga, hraběte ze Châtillon-sur-Marne, syna burgundského senešala Gauchera III. ze Châtillonu a Alžběty ze Saint-Pol. Společně s manželem roku 1226 založili cisterciácký klášter Pont-aux-Dames, kde byla také Marie po své smrti roku 1241 pohřbena. Hrabství Blois zdědil nejstarší syn Jan.